# KRTAP19-1
KRTAP19-1 (англ. Keratin associated protein 19-1) – білок, який кодується однойменним геном, розташованим у людей на довгому плечі 21-ї хромосоми. Довжина поліпептидного ланцюга білка становить 90 амінокислот, а молекулярна маса — 9 008.
| 10         |  | 20         |  | 30         |  | 40         |  | 50         |
| ---------- |  | ---------- |  | ---------- |  | ---------- |  | ---------- |
| MSHYGSYYGG |  | LGYSCGGFGG |  | LGYGYGCGCG |  | SFCRRGSGCG |  | YGGYGYGSGF |
| GSYGYGSGFG |  | GYGYGSGFGG |  | YGYGCCRPSY |  | NGGYGFSGFY |  |            |

C: Цистеїн

F: Фенілаланін

G: Гліцин

H: Гістидин

L: Лейцин

M: Метіонін

N: Аспарагін

P: Пролін

R: Аргінін

S: Серин